# Henry F. Schricker
Henry Frederick Schricker  (* 20. August 1883 in North Judson, Starke County, Indiana; † 28. Dezember 1966 in Knox, Indiana) war ein US-amerikanischer Politiker und zwischen 1941 und 1945 der 36. sowie zwischen 1949 und 1953 der 38. Gouverneur des Bundesstaates Indiana.

## Frühe Jahre und politischer Aufstieg
Henry Schricker besuchte die örtlichen Schulen seiner Heimatstadt North Judson. Danach war er elf Jahre lang Eigentümer und Herausgeber der Zeitung „Starke County Democrat“. Anschließend stieg er in das Bankgeschäft ein. Henry Schricker war Mitglied der Demokratischen Partei und wurde 1932 für eine Legislaturperiode in den Senat von Indiana gewählt. Ein früherer Versuch, in dieses Gremium gewählt zu werden, war im Jahr 1924 gescheitert. 1936 wurde er zum Vizegouverneur von Indiana gewählt. Damit war er zwischen 1937 und 1941 der Stellvertreter des amtierenden Gouverneurs Maurice C. Townsend. Im Jahr 1940 gewann er die Gouverneurswahl knapp mit 49,9 Prozent der Stimmen gegen den Republikaner Glenn R. Hillis, dem nur 400 Stimmen zum Sieg fehlten.

## Gouverneur und Senatskandidat
Schricker trat sein neues Amt am 13. Januar 1941 an. In seiner vierjährigen Amtszeit wurde die 1933 unter Gouverneur Paul McNutt vorgenommene Reform des Regierungsapparats wieder rückgängig gemacht. Damals, im Jahr 1933, wurden 169 Dienststellen auf nur acht reduziert. Das hatte sich in der Praxis nicht bewährt und wurde nun korrigiert. Seit dem 7. Dezember 1941, dem Tag des japanischen Angriffs auf Pearl Harbor, befanden sich die Vereinigten Staaten im Kriegszustand mit Japan und kurz darauf auch mit Deutschland. Das bedeutete auch für Indiana eine Umstellung. Die Industrieproduktion musste auf Rüstungsgüter umgestellt werden. Gleichzeitig mussten Soldaten für den Kriegseinsatz gemustert und rekrutiert werden.
Noch im Jahr 1944 bewarb sich Schricker erfolglos um einen Sitz im US-Senat: Er erreichte einen Stimmenanteil von 48,9 Prozent und unterlag damit dem Republikaner Homer E. Capehart. Präsident Franklin D. Roosevelt hat ihm angeblich 1944 die Vizepräsidentschaft angeboten. Schricker, der den angeschlagenen Gesundheitszustand des Präsidenten kannte, lehnte ab. Er meinte, ein Mann müsse seine Grenzen kennen. Tatsächlich wäre er nach Roosevelts Tod im April 1945 anstelle von Harry S. Truman US-Präsident geworden, wenn er das Angebot angenommen hätte. Schricker widmete sich dann vorübergehend seinen privaten Interessen. So war er bis 1948 Vizepräsident einer Investmentfirma. In diesem Jahr schaffte er es erneut, die Gouverneurswahlen zu gewinnen. Diesmal setzte er sich mit 53,6 Prozent der Stimmen recht klar gegen den Republikaner Hobart Creighton durch. Damit wurde er der erste Gouverneur von Indiana, der zwei nicht zusammenhängende vierjährige Amtszeiten absolvieren konnte. Isaac P. Gray hatte in den 1880er Jahren zwar ebenfalls zwei nicht zusammenhängende Amtszeiten, deren erste währte aber nur wenige Monate.
Schrickers zweite Amtszeit begann am 10. Januar 1949 und endete am 12. Januar 1953; sie verlief ohne nennenswerte Ereignisse – wenn man einen Filmauftritt als er selbst in Gestrandete Jugend nicht als solches verstehen will. Er war während seiner Regierungszeit außerordentlich populär in Indiana. Im Jahr 1952 bewarb er sich erneut erfolglos um einen Sitz im US-Senat; diesmal verlor er gegen Amtsinhaber William E. Jenner. Eine Wiederwahl als Gouverneur war aus verfassungsrechtlichen Gründen nicht möglich.

## Weiterer Lebenslauf
Auf der Democratic National Convention des Jahres 1952 in Chicago hielt er die Nominierungsrede für Adlai Stevenson, der in diesem Jahr Präsidentschaftskandidat der Demokratischen Partei wurde, aber in den Wahlen im November gegen Dwight D. Eisenhower verlor. Schricker wurde nach dem Ende seiner Gouverneurstätigkeit noch Präsident einer Versicherungsgesellschaft. Im Jahr 1960 zog er nach Knox, wo er 1966 verstarb. Henry Schricker war mit Maude L. Brown verheiratet, mit der er drei Kinder hatte.